# Chazaliella gossweileri
Chazaliella gossweileri är en måreväxtart som först beskrevs av Alberto Judice Leote Cavaco, och fick sitt nu gällande namn av Ernest Marie Antoine Petit och Bernard Verdcourt. Chazaliella gossweileri ingår i släktet Chazaliella och familjen måreväxter. Inga underarter finns listade i Catalogue of Life.